# Norm Macdonald
Norman Gene Macdonald (Quebec City, 17 de outubro de 1959 — 14 de setembro de 2021) foi um comediante, roteirista, dublador e ator canadense. Foi membro do Saturday Night Live, durante cinco temporadas. No início da carreira, escreveu roteiros para o sitcom Roseanne e fez aparições em outros, como NewsRadio. De 1999 a 2001, ele teve o seu próprio programa, o The Norm Show.
A revista Paste o elegeu em 31.º lugar no seu ranking de 50 Melhores Comediantes de Stand-up de todos os tempos.

## Biografia

### Início da vida
Macdonald nasceu em Quebec City, Canadá, filho de Ferne Macdonald e Percy Lloyd Macdonald (1916-1990), que serviu ao Exército Canadense na Segunda Guerra Mundial, durante a liberação dos Países Baixos do domínio da Alemanha Nazista. 
Seu irmão mais velho, Neil Macdonald, é um jornalista contratado pela CBC News. 
Vida pessoal
Norm se casou com Connie Vaillancourt em 1988, com quem teve um filho chamado Dylan, nascido em 1993.  O casal se divorciou em abril de 1999.
No decorrer de sua vida, Macdonald lidou com vício em jogos, e já declarou ter perdido todo seu dinheiro três vezes.

## Morte
Macdonald morreu em 14 de setembro de 2021, aos 61 anos de idade, devido a um câncer.

## Filmografia
| Ano  | Título                                             | Personagem            | Notas                                            |
| ---- | -------------------------------------------------- | --------------------- | ------------------------------------------------ |
| 1995 | Billy Madison                                      | Frank                 |                                                  |
| 1996 | The People vs. Larry Flynt                         | Network Reporter      |                                                  |
| 1998 | Dirty Work                                         | Mitch Weaver          | Também roteirista                                |
| 1998 | Dr. Dolittle                                       | Lucky                 | Voz                                              |
| 1999 | Deuce Bigalow: Male Gigolo                         | Bartender             | Participação não creditado [carece de fontes?]   |
| 1999 | Man on the Moon                                    | Michael Richards      |                                                  |
| 2000 | Screwed                                            | Willard Fillmore      |                                                  |
| 2001 | The Animal                                         | Membro da máfia       | Participação                                     |
| 2001 | Dr. Dolittle 2                                     | Lucky                 | Voz                                              |
| 2005 | Deuce Bigalow: European Gigolo                     | Earl McManus          | Participação (não creditado) [carece de fontes?] |
| 2006 | Farce of the Penguins                              | Join Twosomes Penguin | Voz                                              |
| 2006 | Dr. Dolittle 3                                     | Lucky                 | Voz                                              |
| 2007 | Senior Skip Day[carece de fontes?]                 | Mr. Rigetti           |                                                  |
| 2007 | Christmas Is Here Again                            | Buster the Fox        | Voz                                              |
| 2008 | Dr. Dolittle: Tail to the Chief                    | Lucky                 | Voz não creditado                                |
| 2008 | The Flight Before Christmas                        | Julius                | Voz                                              |
| 2009 | Funny People                                       | Himself               | Participação especial                            |
| 2009 | Dr. Dolittle: Million Dollar Mutts                 | Lucky                 | Voz                                              |
| 2010 | Grown Ups                                          | Geezer                | Participação especial                            |
| 2010 | Hollywood & Wine                                   | Sid Blaustein         |                                                  |
| 2011 | Jack and Jill                                      | Funbucket             | Participação                                     |
| 2012 | The Adventures of Panda Warrior[carece de fontes?] | King Leo              | Voz                                              |
| 2012 | Vampire Dog                                        | Fang                  | Voz                                              |
| 2012 | The Outback                                        | QuintQuint            | Voz                                              |
| 2014 | The 7th Dwarf                                      | Burner the Dragon     | Voz                                              |
| 2015 | The Ridiculous 6                                   | Nugget Customer       | Participação especial                            |
| 2017 | Treasure Hounds                                    | Skipper               | Voz                                              |